# Persone di nome Maximiliano
| Questa pagina contiene informazioni ricavate automaticamente dalle voci biografiche con l'ausilio del template Bio e di un bot. L'aggiornamento è periodico e automatico e ricostruisce completamente la pagina. Se manca una persona in questa lista, sei pregato di non aggiungerla, ma accertati piuttosto che la sua voce biografica contenga il template Bio e che i dati anagrafici siano correttamente compilati. Se il template Bio manca, inseriscilo tu stesso o, in alternativa, metti l'avviso {{tmp\|Bio}} che ne segnala la mancanza. Se i dati riportati sono sbagliati, correggi direttamente la voce biografica; le modifiche saranno visibili in questa lista entro pochi giorni. Per chiarimenti vedi il progetto antroponimi. La lista contiene solo le 77 persone che sono citate nell'enciclopedia e per le quali è stato implementato correttamente il template Bio. Pagina aggiornata al 16 ott 2024. |

Questa è una lista di persone presenti nell'enciclopedia che hanno il prenome Maximiliano, suddivise per attività principale.

## Attori(2)
- Maximiliano Hernández, attore statunitense (New York, n. 1973)
- Maxi Iglesias, attore e modello spagnolo (Madrid, n. 1991)

## Cestisti(4)
- Maximiliano Garafulic, cestista cileno (Antofagasta, n. 1938 - Antofagasta, † 2007)
- Maximiliano Gómez, cestista panamense (Panama, n. 1975 - Panama, † 2017)
- Maximiliano Reale, ex cestista argentino (Río Cuarto, n. 1973)
- Maximiliano Stanic, cestista argentino (Buenos Aires, n. 1978)

## Ciclisti su strada(1)
- Maximiliano Richeze, ex ciclista su strada argentino (Buenos Aires, n. 1983)

## Generali(1)
- Maximiliano Hernández Martínez, generale e politico salvadoregno (San Matías, n. 1882 - Danlí, † 1966)

## Giocatori di calcio a 5(1)
- Maximiliano Rescia, giocatore di calcio a 5 argentino (Florida, n. 1987)

## Hockeisti su pista(1)
- Maxi Oruste, hockeista su pista argentino (San Juan, n. 1994)

## Pallavolisti(2)
- Maximiliano Cavanna, pallavolista argentino (Buenos Aires, n. 1988)
- Maximiliano Gauna, pallavolista argentino (Buenos Aires, n. 1989)

## Rapper(1)
- Maxi B, rapper svizzero (Lugano, n. 1974)

## Triplisti(1)
- Maximiliano Díaz, triplista argentino (Merlo, n. 1988)